# شب الليل
شب الليل أو نوَّار الليل أو الشوَّاق أو الشب الظريف هو جنس من النباتات في الفصيلة الشبية أشهر الأنواع قد تكون شب الليل الجلبي وهو النبات الأكثر شيوعًا. في الجنس عشرات الأنواع من النباتات العشبية يغلب وجودها الأمريكتين. تشكل بعض الجذور الدرنية التي تمكنها من البقاء معمرة خلال المواسم الجافة والباردة. وهي ذات أزهار صغيرة في كثير من الأحيان عطرة عميقة الحنجرة.

## أنواع مختارة
- شب الليل الجلبي
- شب الليل مستطيل الزهر